# Micronygmia
Micronygmia este un gen de molii din familia Lymantriinae.